# Polydextrose
Polydextrose er en syntetisk polymer af glucose. Det er en fødevareingrediens klassificeret som opløselig fiber af US Food and Drug Administration (FDA) samt Health Canada, Pr.  april 2013. Det bruges ofte til at øge kostfibreindholdet i fødevarer, at erstatte sukker og for at reducere kalorier og fedtindhold. Det er en multifunktionel fødevareingrediens syntetiseret fra dextrose (glucose) plus ca. 10 procent sorbitol og én procent citronsyre. Dens E-nummer er E1200 .  
FDA godkendte det i 1981. Den Europæiske Fødevaresikkerhedsautoritet (EFSA) har for nylig gennemgået polydextrose igen og konkluderet, at der ikke er sikkerhedsmæssig behov for at fastsætte en numerisk acceptabel daglig indtagelse (ADI) for stoffet. Derudover var der ifølge rapporten ingen sikkerhedsmæssige bekymringer ved de rapporterede anvendelser og anvendelsesniveauer af polydextrose som fødevareingrediens.
Det er 0,1 gange så sødt som sukker.

## Historie
Kommerciel fremstilling af spiselig polydextrose stammer fra en proces udviklet af Hans H. Rennhard fra Pfizer, Inc. Rennhard begyndte at undersøge muligheden for polysaccharider som lav-kalorie erstatninger for sukker, fedt, mel og stivelse. I 1965 skabte han polydextrose, en polymer af dextrose, fremstillet af de naturligt forekommende komponenter: glucose, sorbitol og citronsyre. 

## Kommercielle anvendelser
Polydextrose anvendes almindeligvis som erstatning for sukker, stivelse og fedt i kommercielle drikkevarer, kager, slik, dessertblandinger, morgenmadsprodukter, gelatiner, frosne desserter, buddinger og salatdressinger. Polydextrose anvendes ofte som ingrediens i lowcarb, sukkerfri og diabetiske madopskrifter. Det bruges også som fugtighedsbevarende middel, stabilisator og fortykningsmiddel. 
Polydextrose er en form for opløselig fiber og har vist sunde præbiotiske fordele, når de testes på dyr. Det indeholder kun 1 kcal pr. gram og kan derfor hjælpe med at reducere kalorierindholdet. 
Polydextrose tolereres imidlertid ikke godt af alle. Doser så lave som 10g giver betydeligt mere tarmgas og flatulens end psyllium.